# Ian Hogg (fotbollsspelare)
Ian Hogg, född 15 december 1989 i Hawke's Bay, är en nyzeeländsk fotbollsspelare som spelar för Team Wellington. Han har representerat Nya Zeeland i sommar-OS 2008 och sommar-OS 2012.
Hogg var med i Auckland City FC:s trupp som var med i klubblags-VM 2009 i Förenade Arabemiraten.
Internationellt representerade Hogg Nya Zeelands U20-lag i U20-VM i fotboll 2007 i Kanada och ingick i Nya Zeelands trupp vid Olympiska sommarspelen 2008 i Peking där han spelade i alla Nya Zeelands gruppmatcher. Hogg gick på Auckland Grammar School från 2003-2007. Därefter började han studera vid universitetet i Auckland. Sedan 2009 har Hogg spelat för Auckland City i den nyzeeländska högstaligan.
Under början på 2012 provspelade Hogg för den svenska Superettan-klubben Umeå FC, men erbjöds inget kontrakt.